# Шармоа (Об)
Шармоа (фр. Charmoy) насеље је и општина у североисточној Француској у региону Шампањ-Арден, у департману Об која припада префектури Ножан сир Сен.
По подацима из 2011. године у општини је живело 70 становника, а густина насељености је износила 10,16 становника/km². Општина се простире на површини од 6,89 km². Налази се на средњој надморској висини од 140 метара.

## Демографија
| 1962. | 1968. | 1975. | 1982. | 1990. | 1999. | 2011. |
| ----- | ----- | ----- | ----- | ----- | ----- | ----- |
| 49    | 51    | 73    | 62    | 57    | 63    | 70    |

График промене броја становника у току последњих година